# Apollo-Theater (Rom)
Das Apollo-Theater, wohl wegen seines Proszeniums auch als Theatrum et Proscaenium ad Apollinis behandelt, war eine 179 v. Chr. errichtete Theaterspielstätte auf dem südöstlichen Campus Martius in Rom.
Der Bau geht mutmaßlich auf Marcus Aemilius Lepidus zurück, der kurz zuvor zusammen mit Marcus Fulvius Nobilior Zensor geworden war und kraft Amtes Aufträge zur Errichtung und Erhaltung öffentlicher Gebäude erteilte. Er setzte das erste Theater Roms, das wohl weitestgehend aus Holz gebaut war, an die Front des laut Livius von Gaius Iulius Mento gestifteten Tempels des Apollo Medicus. Dieser 431 v. Chr. errichtete Tempel wich später einem von Gaius Sosius errichteten Marmorbau, dem Tempel des Apollo Sosianus, dessen Reste wiederum noch heute neben dem Marcellustheater stehen und ein Gefühl vermitteln, wo das Apollo-Theater etwa gestanden haben mag.
Das Apollo-Theater stand in der Tradition temporärer Spielstätten. Das wirft Fragen zum verwendeten Material und zum Einbezug bereits bestehender Einrichtungen als Hilfsmittel auf. Im Gegensatz zu anderen Spielstätten der Zeit sei das Apollo-Theater aber dauerhaft genutzt worden, unter anderem fanden hier die Ludi Apollinares statt. Offen muss bleiben, ob neben einer permanenten Cavea die Skene und das Proszenium jedes Mal neu errichtet werden mussten. Soweit dafür eine hohe Wahrscheinlichkeit spricht, bleibt unklar, ob und welche (vergänglichen) Materialien neben Holz Verwendung fanden und inwieweit diverse Treppenzugänge, wie die zum Podium des danebenstehenden Apollotempels, als Bestandteil der Cavea genutzt wurden. Da Plutarch in seiner Cicero-Biographie überliefert hat, dass Cicero die Menschen anlässlich eines Tumultes aus dem Theater zum Bellonatempel geführt habe, wird es jedenfalls als unwahrscheinlich betrachtet, dass eben dieses Heiligtum Bestandteil des Zuschauerraumes war.